# 紀ノ川サービスエリア

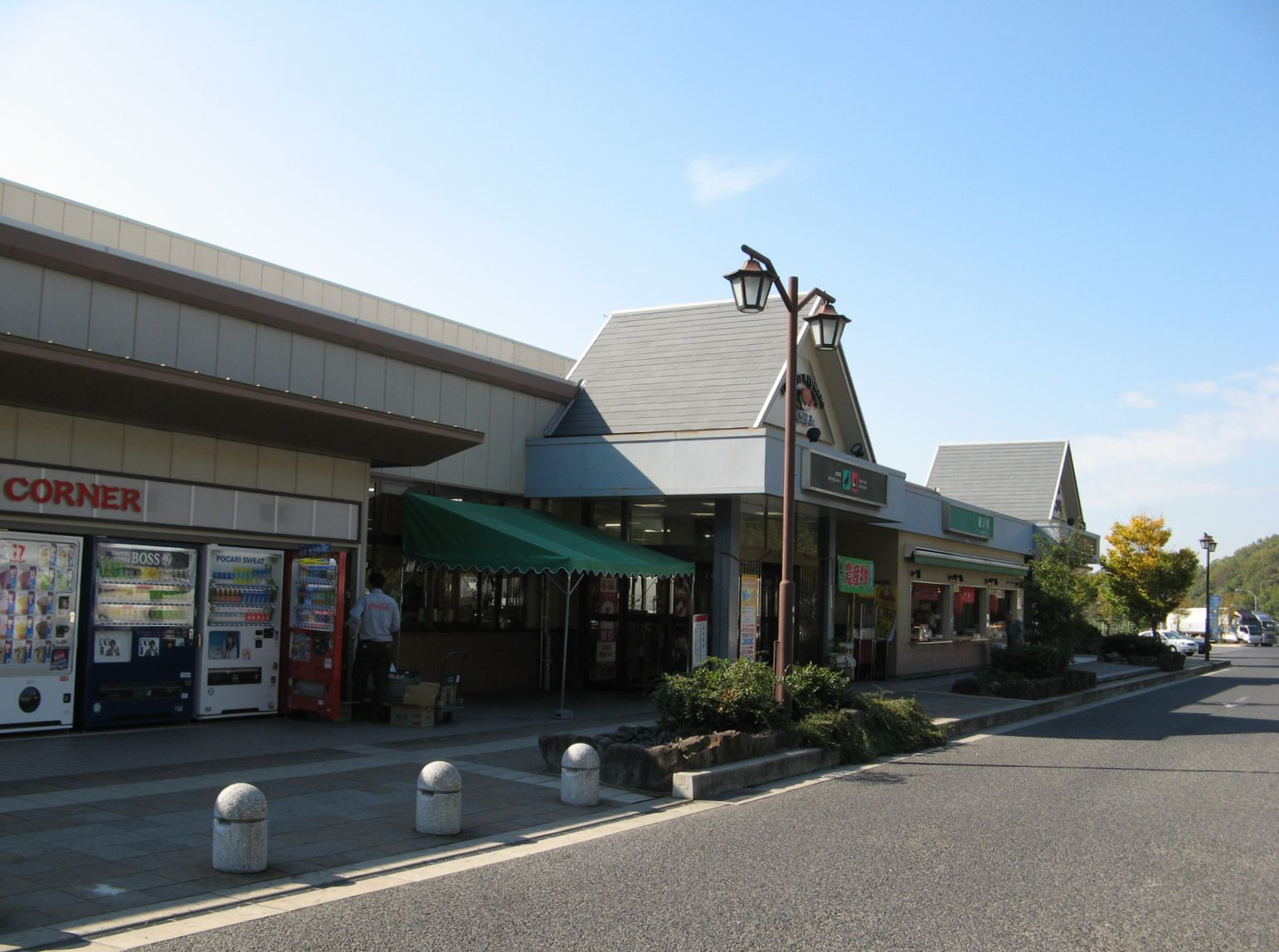
リニューアル前の上り線の建物

紀ノ川サービスエリア（きのかわサービスエリア）は、和歌山県和歌山市にある阪和自動車道のサービスエリアである。

## 概要

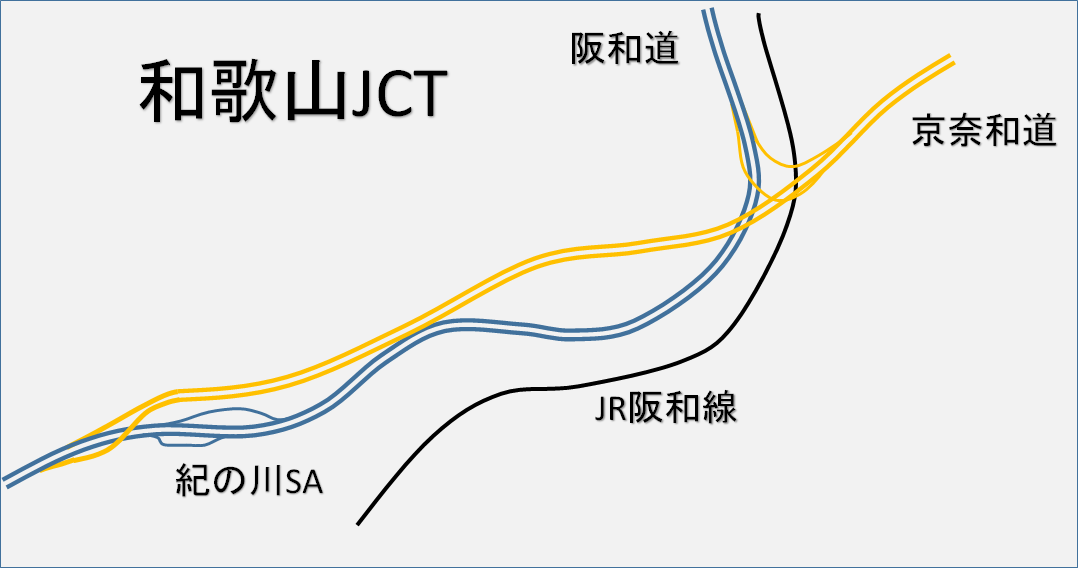
紀ノ川サービスエリアと和歌山ジャンクションの位置関係

阪和自動車道の下り線（和歌山・南紀田辺・白浜方面）において、レストランやガソリンスタンドがある最終のサービスエリアである。以前は紀ノ川SAを過ぎると、売店のある休憩施設が存在しなかったが、現在は吉備湯浅PAに24時間営業のファミリーマートが、印南SAに売店とスナックコーナーがオープンしている。2000年代初頭までは、紀ノ川サービスエリアのスナックコーナー・売店が、24時間営業ではなかった。
2017年3月18日には、両隣に和歌山JCT（京奈和自動車道、奈良・京都方面）が開通したが、地形の都合上、大阪方面出入路と白浜方面出入路が別々に設けられており、紀ノ川SAと和歌山JCTを相互利用することができない。そのため、紀ノ川SAを利用後は、大阪方面は阪南ICが、白浜方面は和歌山北ICが最短で利用できる施設となる。

## 施設

### 上り線（大阪方面）
本線側にトイレやレストランなどの建物、それらとは逆側に駐車場がある数少ないサービスエリア（他には名神高速道路上り吹田SAなど）であり、本線逆走防止のため駐車場には本線への合流方向を示す矢印の書かれた看板が大量に存在する。
- 駐車場
  - 大型 49台
  - 小型 152台
- トイレ
  - 男性 大6（和式2・洋式4）・小17
  - 女性 30（和式5・洋式25）　
    - 幼児用小便器有

  - 車椅子用 1
- ガソリンスタンド（出光興産（西日本宇佐美）、7時00分 - 22時00分）
- 電気自動車用急速充電器4基(40kw)（24時間）要事前登録[2]
- レストラン（7時00分 - 21時00分）
- スナック（24時間）
- ショッピング（24時間）
  - イタリアントマト Cafe Jr（8時00分 - 20時00分）
- 自動販売機
  - 「The Rising Sun Coffee×ミル挽き珈琲」コラボ自動販売機[3]
- 携帯電話充電器（24時間）
- 郵便ポスト（和歌山中央郵便局川辺集配分室）
- ATM（イオン銀行）[4]

### 下り線（白浜方面）
- 駐車場
  - 大型 50台
  - 小型 143台
- トイレ
  - 男性 大6（和式2・洋式5）・小17
  - 女性 30（和式5・洋式25）
    - 幼児用小便器有

  - 車椅子用 2
- ガソリンスタンド（ENEOS（日本商事(株)）、24時間）
- 電気自動車用急速充電器4基(40kw)（24時間）要事前登録[5]
- レストラン（7時00分 - 21時00分）
- スナック（24時間。一部は10時00分 - 22時00分）
- ショッピング（24時間）
  - 吉本たこばやし（7時00分 - 17時00分）
- 銘店コーナー「AJI　no　TAKARA-GURA」（24時間）
- CAFE DI ESPRESSO 珈琲館（7時00分 - 20時00分）
- ベーカリーコーナー TURTLE（7時00分 - 19時00分）
- インフォメーション・FAXサービス（平日8時00分 - 17時00分、土曜・日曜・祝日7時00分 - 17時00分）
- 自動販売機
- 携帯電話充電器（24時間）
- 郵便ポスト（和歌山中央郵便局川辺集配分室）
- ドッグラン（8時00分 - 18時00分）
- ATM（イオン銀行）[4]

## 隣
E26 阪和自動車道
(20)阪南IC - (20-1)和歌山JCT（大阪方面出入路） - 紀ノ川SA - (20-1)和歌山JCT（白浜方面出入路） - (20-2)和歌山北IC